# 62e parallèle sud
Pour les articles homonymes, voir 62e parallèle.
En géographie, le 62e parallèle sud est le parallèle joignant les points de la surface de la Terre dont la latitude est égale à 62° sud.

## Géographie

### Dimensions
Dans le système géodésique WGS 84, au niveau de 62° de latitude sud, un degré de longitude équivaut à 52,398 km ; la longueur totale du parallèle est donc de 18 863 km, soit environ 47 % de celle de l'équateur. Il en est distant de 6 877 km et du pôle Sud de 3 125 km,.

### Régions traversées
Le 62e parallèle sud passe presque intégralement au-dessus de l'océan Austral. La seule terre émergée qu'il coupe est l'île du Roi-George, dans les Shetland du Sud, sur une cinquantaine de km entre 62° 00′ S, 58° 36′ O et 62° 00′ S, 57° 37′ O.